# Petr Czudek
Petr Czudek (* 30. října 1971 Opava) je bývalý český basketbalista, hrající na pozici rozehrávače. Je vysoký 186 cm, váží 82 kg. Do sezóny 2024/2025 také hlavní trenér opavských basketbalistů hrajících KNBL a do roku 2022 asistent trenéra mužské reprezentace.
Jedná se o bývalého člena a kapitána reprezentačního kádru České republiky a osminásobného vítěze nejvyšší české basketbalové ligy.
V roce 2010 byl zvolen do Zastupitelstva statutárního města Opavy za ODS.

## Kariéra
- 1988–1996: BC Brno
- 1996–1999: BK Opava
- 1999–2001: BK AŠK Inter Bratislava
- 2001–2004: BK Opava
- 2004–2007: BK Prostějov
- 2007–2009: BK Opava

## Kariéra trenéra
Po ukončení kariéry basketbalisty se stal trenérem B týmu BK Opava. Zde bylo jeho náplní pracovat s mládeží a připravovat hráče pro A tým. Díky jeho práci, která přinášela pozivitní výsledky, byl po odchodu Davida Klapetky z pozice trenéra A týmu v roce 2012 jmenován hlavním trenérem A týmu.  Na této pozici zůstal po dobu 20 let, kdy se po vzájemných neshodách s vedením klubu rozhodl svou kariéru ukončit. Největším úspěchem pro něj bylo získání prvního místa v Národní basketbalové lize v sezóně 2022/2023, dále pak jeho svěřenci získali třikrát druhé místo a jedno třetí.
Od roku 2018 do roku 2022 byl také asistentem národního basketbalového týmu, se kterým oslavil šesté místo na mistrovství světa v roce 2019. V roce 2021 se také zúčastnil olympijských her, kam se čeští basketbalisté probojovali po 41 letech.

## Statistiky
| Sezóna  | Soutěž      | Odehrané minuty | Průměr na zápas | Body | Průměr na zápas |
| ------- | ----------- | --------------- | --------------- | ---- | --------------- |
| 1998/99 | Mattoni NBL | 1341,9          | 32,7            | 323  | 7,9             |
| 2001/02 | Mattoni NBL | 1003,0          | 24,5            | 306  | 7,5             |
| 2002/03 | Mattoni NBL | 1269,7          | 29,5            | 473  | 11,0            |
| 2003/04 | Mattoni NBL | 1044,7          | 30,7            | 259  | 7,6             |
| 2003/04 | Český pohár | 30,6            | 30,6            | 10   | 10,0            |
| 2004/05 | Mattoni NBL | 1314,2          | 33,7            | 342  | 8,8             |
| 2004/05 | Český pohár | 58,3            | 29,1            | 11   | 5,5             |
| 2005/06 | Mattoni NBL | 968,0           | 29,3            | 261  | 7,9             |
| 2005/06 | Český pohár | 26,2            | 26,2            | 12   | 12,0            |
| 2006/07 | Mattoni NBL | 1309            | 25,95           | 272  | 5,35            |
| 2008/09 | Mattoni NBL | 907             | 23,5            | 179  | 47              |